# Adults in the Room
Adults in the Room es una película franco - griega dirigida por Costa-Gavras, estrenada en 2019 cuyo título en griego es Ενήλικοι στην αίθουσα. En español se tituló A puertas cerradas en el mercado hispanoamericano y Comportarse como adultos en España. 
Es una adaptación del libro Comportarse como adultos: Mi batalla contra el establishment europeo, del exministro griego Yánis Varoufákis.
La trama se desarrolla en 2015 durante la crisis de la deuda griega y sigue las negociaciones entre el gobierno de izquierda radical de Alexis Tsipras y la Troika, con el fin de cuestionar las medidas de austeridad. Yánis Varoufakis, entonces ministro de Economía, fue el principal protagonista.

## Sinopsis
En 2015, tras la victoria del partido Syriza en las elecciones parlamentarias griegas, el nuevo ministro de Finanzas, Yánis Varoufakis, recibió el encargo de negociar una revisión del Memorándum de Entendimiento firmado por el gobierno anterior con las instituciones europeas e internacionales y sacar así a su país de una grave crisis de deuda. Sin embargo, durante las sucesivas reuniones del Eurogrupo (reuniones en torno a las cuales se construye la película), se encontró con una negativa a negociar, una negativa total a examinar cualquiera de las propuestas que presentó para encontrar una salida a la crisis griega, frente al deseo de los ministros de Finanzas de los distintos países de hacer de Grecia un ejemplo. A pesar de un referéndum que dio la victoria al No al mecanismo de austeridad, Aléxis Tsipras, que accedió a firmar el Memorándum, y Yánis Varoufákis dimitieron cinco meses después de asumir el cargo.

## Ficha técnica
- Título francés : Adults in the Room
- Título griego : Ενήλικοι στην Αίθουσα / Eníliki stin Ethousa
- Realización : Costa-Gavras
- Guion : Costa-Gavras, basado en el libro Comportarse como adultos: Mi batalla contra el establishment europeo, de Yánis Varoufakis
- Director de fotografía : Yorgos Arvanitis
- Camarógrafo y operador de steadicam : Jean-Philppe Gosselin
- Montaje : Lambis Charalambídis y Costa-Gavras
- Decorados : Philippe Chiffre y Spýros Láskaris
- Música : Alejandro Desplat
- Productores : Alexandre Gavras, Mános Krezías y Michèle Ray-Gavras
- Productor ejecutivo : Kostas Lambrópoulos
- Director de producción : Christine Moarbes
- Compañías de producción : KG Productions, View Master Films (producción ejecutiva en Grecia), Odeon, con la participación de France 2 Cinéma, Canal+, Ciné+ y Wild Bunch
- Empresa distribuidora : Wild Bunch (Francia)
- País de origen :  Francia,    Grecia
- Presupuesto : 6,85 millones de euros [6]
- Formato : Color - 35 mm
- Idiomas originales : griego, inglés y francés
- Género : drama biográfico y político
- Duración : 124 minutos
- Fechas de estreno :  Italia: 31 de agosto de 2019  Grecia: 29 de septiembre de 2019  Francia: 6 de noviembre de 2019

## Intérpretes
- Chrístos Loúlis  (Versión francesa, en adelante VF: Félicien Juttner) : Yánis Varoufákis, ministro de Finanzas griego
- Alexandros Bourdoúmis (VF: Éric Caravaca) : Alexis Tsipras, primer ministro griego
- Ulrich Tuku (VF: François Marthouret ):  Wolfgang Schäuble, Ministro de Finanzas alemán
- Daan Schuurmans" (VF: Arnaud Bédouët) : Jeroen Dijsselbloem, Presidente del Eurogrupo
- Dimitris Tárloou : Euclid Tsakalotos, ministro de Finanzas griego
- Josiane Pinson (VF : ella misma): Christine Lagarde, Presidenta del FMI
- Valeria Golino (VF: Olga Grumberg ) : Danái Strátou, esposa de Varoufákis
- Aurélien Recoing : Pierre Moscovici, Comisario Europeo de Asuntos Económicos y Monetarios
- Vicente Nemeth (VF : él mismo): Michel Sapin, Ministro francés de Economía y Finanzas
- Francesco Acquaroli : Mario Draghi, Presidente del Banco Central Europeo
- George Lenz : el jefe de la troika
- Philip Schurer : George Osborne, Ministro de Finanzas inglés
- Damián Mougin : Emmanuel Macron, Ministro francés de Economía, Industria y Asuntos Digitales
- Alexandros Logothetis : Manos
- Christos Stérgioglou : Sákis
- Cornelio Obonya : Wims
- Thanos Tokakis : Yorgos
- María Protópappa : Elena
- Thémis Panou : Siagas
- Kostas Antalopoulos (secretario de prensa de Wolfgang Schäuble)
- Skyrah Archer : un secretario del Eurogrupo
- Marina Argyrópolo : Fenia
- George Corraface : el embajador griego en Francia
- Giannis Dalianis
- Adrián Frieling : el Ministro de Finanzas de Lituania

## Producción

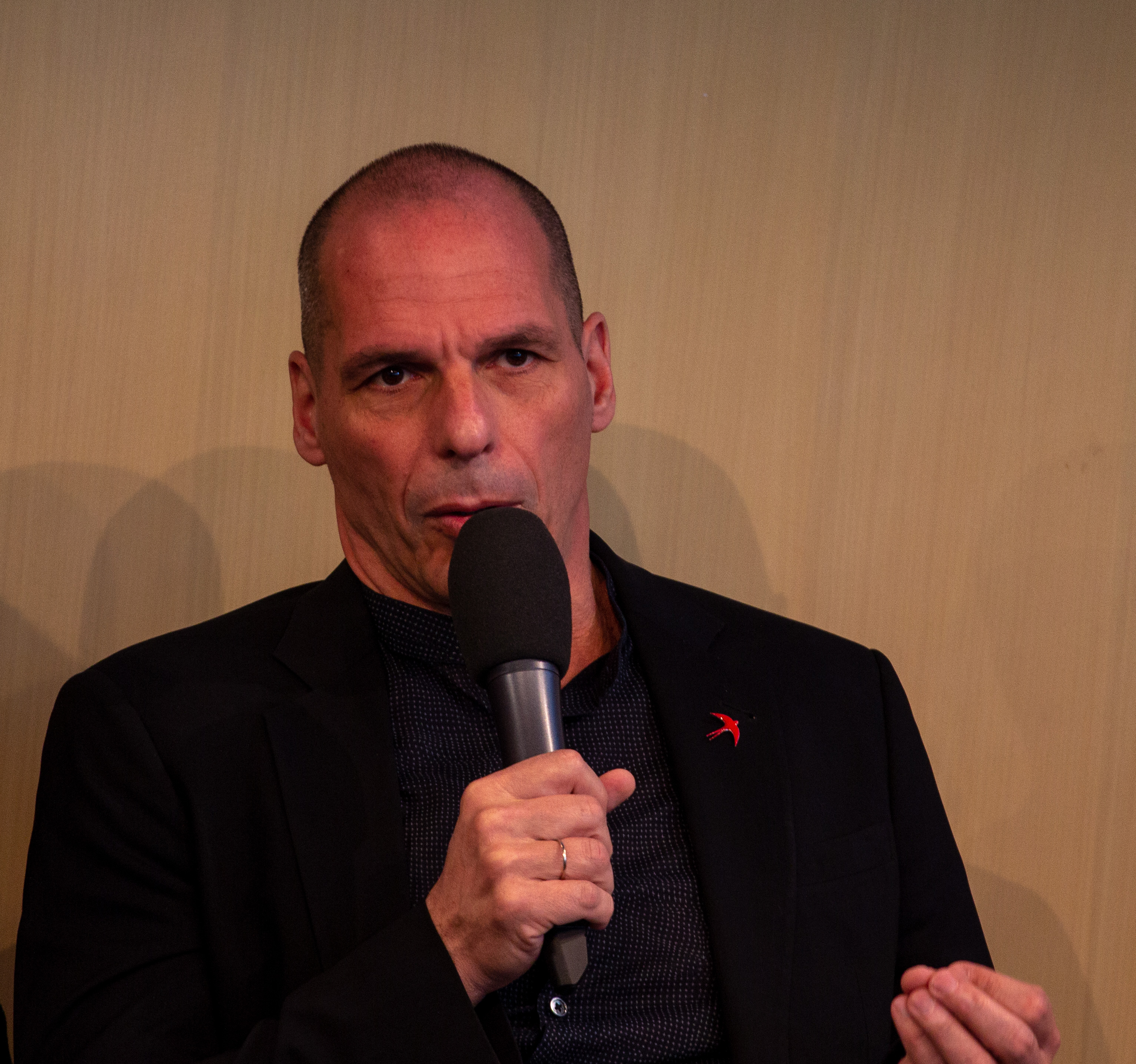
La película está basada en un libro de Yánis Varoufakis, fotografiado aquí en 2019, quien también es interpretado en la pantalla por Chrístos Loúlis

El guion está basado en el libro Conversaciones entre adultos. Detrás de las escenas de Europa, de Yánis Varoufakis, exministro de Finanzas del primer gobierno de Tsipras. Costa-Gavras describe su película como "una antigua tragedia griega en los tiempos modernos. Esta es la historia de un país y su pueblo, atrapados en una red de poder, el círculo vicioso de las reuniones del Eurogrupo que impusieron la dictadura de la austeridad en Grecia". Costa-Gavras llevaba varios años queriendo hacer una película sobre la crisis griega y buscaba un tema: 

En 2007, el embajador de Chipre en Francia me advirtió: Grecia se dirige al desastre. Y dos años después, todas sus predicciones se cumplieron. Muy rápidamente pensé en convertirlo en un tema para una película, y acumulé la documentación sin saber exactamente cómo abordarlo. Hasta el día en que Michèle (Michèle Ray-Gavras, su esposa y su productora) se encontró con un artículo de Yánis Varoufákis con este comentario: "Creo que la película está ahí"
Costa-Gavras

El título proviene de una frase pronunciada por Christine Lagarde durante una reunión del Eurogrupo.: «Necesitamos adultos en la habitación».
El rodaje abarca 12 semanas, de abril a junio de 2019, entre Atenas, París, Riga, Bruselas, Estrasburgo, Frankfurt y Londres.

## Salida

### Recepción de la crítica
En Francia, el sitio Allociné registra una media de 3,5/5 en las reseñas de prensa.

## Premios
- Premio Internacional Luces de Prensa 2020 : Mejor música para Alexandre Desplat

### Nominación
- César 2020 : Mejor adaptación

### Selecciones
- Festival de Cine de Venecia 2019 : selección fuera de competición
- Festival Internacional de Cine de San Sebastián 2019 : proyecciones especiales